# Eolophotes lenis
Eolophotes lenis es una especie monotípica del género extinto de peces Eolophotes.

## Descripción
Es una especie marina con poca información, solo se conocen algunos fósiles de Eolophotes lenis, la única especie reportada del género. Se sabe que era un pez pequeño cuyos restos se han encontrado en la formación Dabakhan, en Tiflis, Georgia. Contaba con gran cantidad vértebras, además de una especie de cresta de 1,1 mm de longitud y la cabeza medía aproximadamente 2,1 mm de longitud.